# 揭阳市文物保护单位
揭阳市文物保护单位，为中国广东省揭阳市境内的文物保护单位。

## 列表

### 第一批（1993年3月5日）
- 进贤门城楼
- 勉勋公祠

### 第五批（2009年8月）
- 孝子周则义故居
- 玉浦古建筑群（含朴易公祠、纯祖公祠、哲人公祠、嘉祖公祠）
- 石湖古庙
- 黄奇遇故居
- 甲东里
- 宋兆禴故居
- 榕西蔡氏宗祠
- 李氏宗祠
- 黄致政夫妇墓
- 篮兜郑氏家庙（含御史家庙）
- 名贤公祠
- 石头村许氏宗祠
- 林厝祠
- 许氏祖祠
- 梅兜水乡古建群（含魏氏家庙、志远轩和魏氏家庙前古榕）
- 汾水战役烈士陵园
- 莲果庵山宋元摩崖石刻
- 枫美村沙池尾古民居群（含纯笃公祠、郑文海读书处、郑文海故居）
- 港畔大夫第
- 望山墓园
- 丰化寺
- 炮台“三日红”旧址
- 植丰园
- 赤岩村寺庙群
- 郭氏大楼
- 兴道书院
- 靖海古城墙
- 惠来文昌阁
- 大溪李氏墓
- 花鼓岩

### 第六批（2014年1月）
- 埔上里大门楼内
- 破门楼郑
- 盛祖家塾
- 景南里
- 新民村三壁联
- 徐氏祖祠
- 直正公祠
- 林氏祖祠
- 秀峯公厅
- 陈泰兴陈氏家庙
- 西斋
- 凤潮林氏祖祠
- 京冈大人府
- 怀隐公厅、士耸公祠
- 东岭村陆氏家庙
- 陇埔村古建筑群（含赐进士第、太史第、梅陇古庙）
- 云路江氏家庙
- 乔林古代建筑群（含乔林祖祠、石埕祖厅、乔林祖墓、天后古庙）
- 守笃公祠
- 桂东村刘氏大宗祠
- 五云彭氏宗祠
- 上砂庄氏宗祠
- 李天生大楼
- 井新古寨
- 大夫祖祠
- 凤南舜祖祠